# Bérenger (évêque de Fréjus)
Pour les articles homonymes, voir Bérenger.
Bérenger, mort le 5 juillet 1131, est un évêque de Fréjus de la dernière décennie du XIe siècle et du début du siècle suivant, issu de la famille vicomtale d'Avignon.

## Biographie

### Origines
Bérenger est le fils du vicomte d'Avignon, Rostaing/Rostan Bérenger, et de son épouse, Hermessende/Ermessen,. Il a quatre frères connus par les actes Jaufre/Geoffroi, qui succède à leur père à la tête de la vicomté, Bertran(d), Raimon(d) et Peire Bérenger, chanoine de Saint-Ruf.
Il est le neveu de Rostaing Ier, évêque d'Avignon. Par ailleurs, il semble que plusieurs membres de cette famille sont présents dans les deux chapitres cathédraux d'Avignon et de Fréjus.

### Épiscopat
Bérenger est consacré, d'après la Gallia christiana novissima, le 2 août 1091. Il effectue l'un des plus longs règnes de cette période, quarante ans. Il semble avoir été auparavant moine de Saint-André d'Avignon, selon le site du Chapitre Fréjus-Toulon, appuyant leur hypothèse sur le fait qu'il soit inscrit dans le martyrologe.
Il est considéré comme libéral avec les moines de Lérins. Il leur donne notamment l'église de Roquebrune, leur rend celle de Saint-Raphaël et leur confirme celle de Saint-Michel d'Ampus.
Il donne une suite positive, en 1099, aux réclamations de l’abbaye de Saint-Victor de Marseille.
À la suite du mariage de la comtesse de Provence, Douce, et de Raimond-Bérenger III de Barcelone, on trouve régulièrement le prélat aux côtés du nouveau comte. H. Espitalier (1898) considère qu'il figurait « au nombre de ses conseillers ». Bérenger se trouve ainsi à Brignoles, où se trouve la cour du comte de Provence, en juillet 1116, et où il figure comme témoin lors d'une transaction entre les moines de Saint-Victor et le seigneur de Solliez,.
Le 19 mai 1131, il lègue avec tout son Chapitre l'église Miramas à Lérins. Il s'agit du dernier acte connu de l'évêque.
Bérenger meurt le 5 juillet 1131, d'après le nécrologe de Saint-André d'Avignon et la Gallia christiana,.